# Ilha Europa
A Ilha Europa é uma pequena ilha francesa no Canal de Moçambique, dependente das Terras Austrais e Antárticas Francesas. O seu vizinho mais próximo é a ilha de Bassas da Índia, a noroeste, seguindo-se Madagáscar, a leste, e Moçambique, a oeste.
A ilha é administrada como parte das Ilhas Esparsas do Oceano Índico pelo administrador superior das Terras Austrais e Antárticas Francesas (TAAF).